# Precotto (metropolitana di Milano)
Precotto è una stazione della linea M1 della metropolitana di Milano.

## Storia
La stazione fu costruita come parte della prima tratta, da Sesto Marelli a Lotto, della linea M1 della metropolitana di Milano, entrata in servizio il 1º novembre 1964.

## Struttura e impianti
La stazione possiede una struttura comune a quasi tutte le altre stazioni della linea: si tratta di una stazione sotterranea a due binari, uno per ogni senso di marcia, serviti da due banchine laterali; superiormente si trova un mezzanino, contenente i tornelli d'accesso e il gabbiotto dell'agente di stazione.
Dista 664 metri dalla stazione di Gorla e 568 metri da quella di Villa San Giovanni.

## Interscambi
Nelle vicinanze della stazione effettuano fermata alcune linee urbane, tranviarie e automobilistiche, gestite da ATM.
- Fermata tram (Precotto M1, linea 7)
- Fermata autobus

## Servizi
La stazione dispone di:
- Accessibilità per portatori di handicap
- Ascensori
- Scale mobili
- Emettitrice automatica biglietti
- Stazione videosorvegliata

## Curiosità
La stazione di Precotto appare nelle scene iniziali del film di fantascienza I cannibali del 1970.